# مرلی (مجموعه تلویزیونی)
مرلی (کاتالونیایی: Merlí) یک مجموعه تلویزیونی اسپانیایی است که توسط شبکهٔ ۳ تلویزیون کاتالونیا تهیه شده و دربارهٔ یک معلم فلسفه به نام «مرلی» است که شاگردان خود را تشویق می‌کند با روش‌های غیرمعول در زندگی، آزادانه فکر کنند و در بند روش‌ها و سنت‌های رایج زندگی نباشند. هر قسمت از این سریال با نام یک فیلسوف نام‌گذاری شده‌است و مرلی تلاش دارد تا فلسفه را به زندگی روزمرهٔ مردم بیاورد و روش‌های فلسفی مختلف چون فلسفه مشاء، مکتب کلبیون، رواقی‌گری و فلسفه پیشاسقراطی را به دیگران بیاموزد. برخی از فیلسوفانی که اندیشه‌شان در این سریال معرفی می‌گردد عبارتند از: سقراط، آگوستین، آرتور شوپنهاور، فریدریش نیچه، دیوید هیوم، هیپارچیا، رنه دکارت، توماس هابز، سورن کی‌یرکگور، هانا آرنت، کارل مارکس و آلبر کامو
این سریال از فیلم انجمن شاعران مرده الهام گرفته‌است. موسیقی متن آن نیز نوع خاصی از قطعهٔ مشهور «پرواز زنبور عسل» است. این سریال که توسط اِکتور لوسانو ساخته و نوشته شده و به کارگردانی ادوارد کورتس است، در ۱۴ سپتامبر ۲۰۱۵ در ساعت پربیننده به نمایش درآمد و با ۵۶۶٬۰۰۰ بیننده، به سهم ۱۷.۷٪ رسید. هر سه فصل این سریال در اسپانیا، ایالات متحده و آمریکای لاتین در نتفلیکس قابل دسترسی بودند، اگرچه نتفلیکس در دسامبر ۲۰۲۰ حق پخش آن را از دست داد.